# Sabah III al-Salim Al Sabah
Ṣabāḥ III al-Sālim Āl Ṣabāḥ (Al Kuwait, 1913 – Al Kuwait, 31 dicembre 1977) è stato un emiro kuwaitiano, in carica dal 1965 al 1977.

## Biografia
Ṣabāḥ III al-Sālim Āl Ṣabāḥ era figlio minore di Sālim I al-Mubārak Āl Ṣabāḥ. Prima della sua ascesa al trono egli aveva prestato servizio come Presidente del Dipartimento di Polizia del Kuwait dal 1953 al 1959 e Presidente del Dipartimento di Sanità pubblica dal 1959 al 1961.

Divenuto principe ereditario e Ministro degli Affari Esteri nel 1962, dal 1963 divenne Primo Ministro, rimanendo in carica sino al 1965. Succedette al suo fratellastro ʿAbd Allāh III al-Sālim Āl Ṣabāḥ alla morte di questi il 24 novembre 1965 col titolo di Emiro, come quest'ultimo aveva stabilito.
Nel suo sforzo di modernizzare il Paese, aprì nuovi sbocchi al commercio del petrolio e istituì gli ordini cavallereschi di Distinzione Militare e Difesa Nazionale, oltre a quelli di Mubārak il Grande e del Kuwait.
Si sposò due volte ed ebbe dodici figli, cinque maschi e sette femmine.
Morì di cancro il 31 dicembre 1977.